# Ivan Grohar

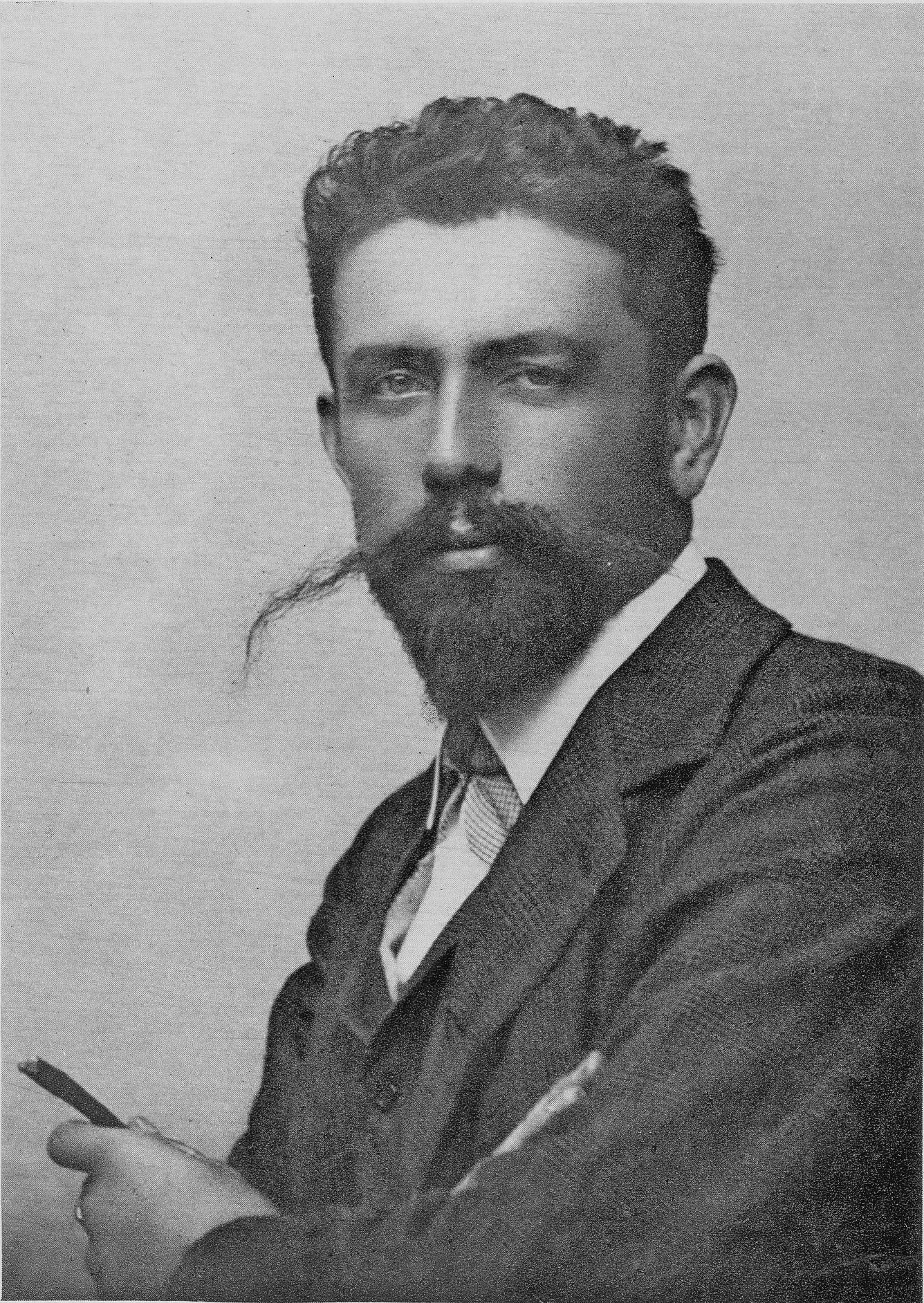
Portret van Ivan Grohar, 1911

Ivan Grohar (Spodnja Sorica 15 juni 1867 - Ljubljana 19 april 1911) was een Sloveens Impressionistisch kunstschilder. Samen met Rihard Jakopič, Matej Sternen en Matija Jama, wordt hij beschouwd als een van de leidende figuren van het Sloveense impressionisme in de Fin de siècle periode. Hij is bekend door zijn landschappen en portretten.

## Biografie
Grohar werd geboren in een boerenfamilie in Spodnja Sorica in de Gorenjska regio, die toen nog deel uitmaakte van het Oostenrijks-Hongaarse Rijk. Van jongs af aan toonde hij interesse in kunst, maar als arm weeskind kon hij zijn talenten niet ontwikkelen. In 1888 werd hij door de plaatselijke pastoor, Anton Jamnik, naar een tentoonstelling in de nabijgelegen stad Škofja Loka gestuurd, en van daar reisde hij verder naar Kranj om er de zomer door te brengen en te werken bij Matija Bradaška, een schilder die werken uitvoerde in een plaatselijke kerk. Van daar trok hij naar Zagreb, waar hij werkte in het atelier van Spiridion Milanesi, totdat hij werd opgeroepen om zijn dienstplicht te vervullen in het Oostenrijks-Hongaars leger. Hij was blijkbaar niet gesteld op het militaire leven, want hij deserteerde en vluchtte naar Venetië.
Zonder middelen van bestaan deed hij een beroep op het Oostenrijks-Hongaarse consulaat en keerde terug naar Slovenië, maar dat leverde hem in 1889 een kort verblijf in de gevangenis op en zijn militaire dienst werd verlengd met een jaar.
In 1892 vroeg hij bij de provinciale raad van Krain een subsidie aan om in de Landschaftliche Zeichenschule in Graz, bij Henrik Schwach, te gaan studeren. Hij kreeg een toelage en vertrok naar Graz. Twee jaar later vroeg hij opnieuw een toelage om verder te gaan studeren aan de Academie van beeldende kunsten in Wenen. Ook dit werd goedgekeurd. Ondanks een uitstekend examen werd hij niet toegelaten tot de Academie, omdat hij zijn studies in Graz niet beëindigd had. Hij zette vervolgens zijn opleiding in Graz voort en studeerde er af eind 1894.
Na zijn studies in Graz, ging hij van het najaar 1895 tot de lente van 1896 naar München om oude meesters te kopiëren in de Alte Pinakothek. In augustus 1896, opende hij een eigen atelier in Škofja Loka en het jaar daarop raakte hij bevriend met de impressionistische schilder Rihard Jakopič, die hem aanraadde in München verder te studeren aan de Ažbé school. Hij verbleef afwisselend in Sorica en Ljubljana en verdiende wat geld met het schilderen van religieuze taferelen, om daarmee zijn studies in München te bekostigen.
In de herfst van 1900, nam hij deel aan de eerste tentoonstelling van Sloveense kunstenaars georganiseerd door de Sloveense artistieke vereniging Slovensko umetniško društvo (afgekort SUD). Hij werd verkozen tot penningmeester van SUD, maar leende illegaal geld van de vereniging, waarvoor hij werd veroordeeld tot drie maanden gevangenisstraf. Na zijn vrijlating vertrok hij naar Wenen.

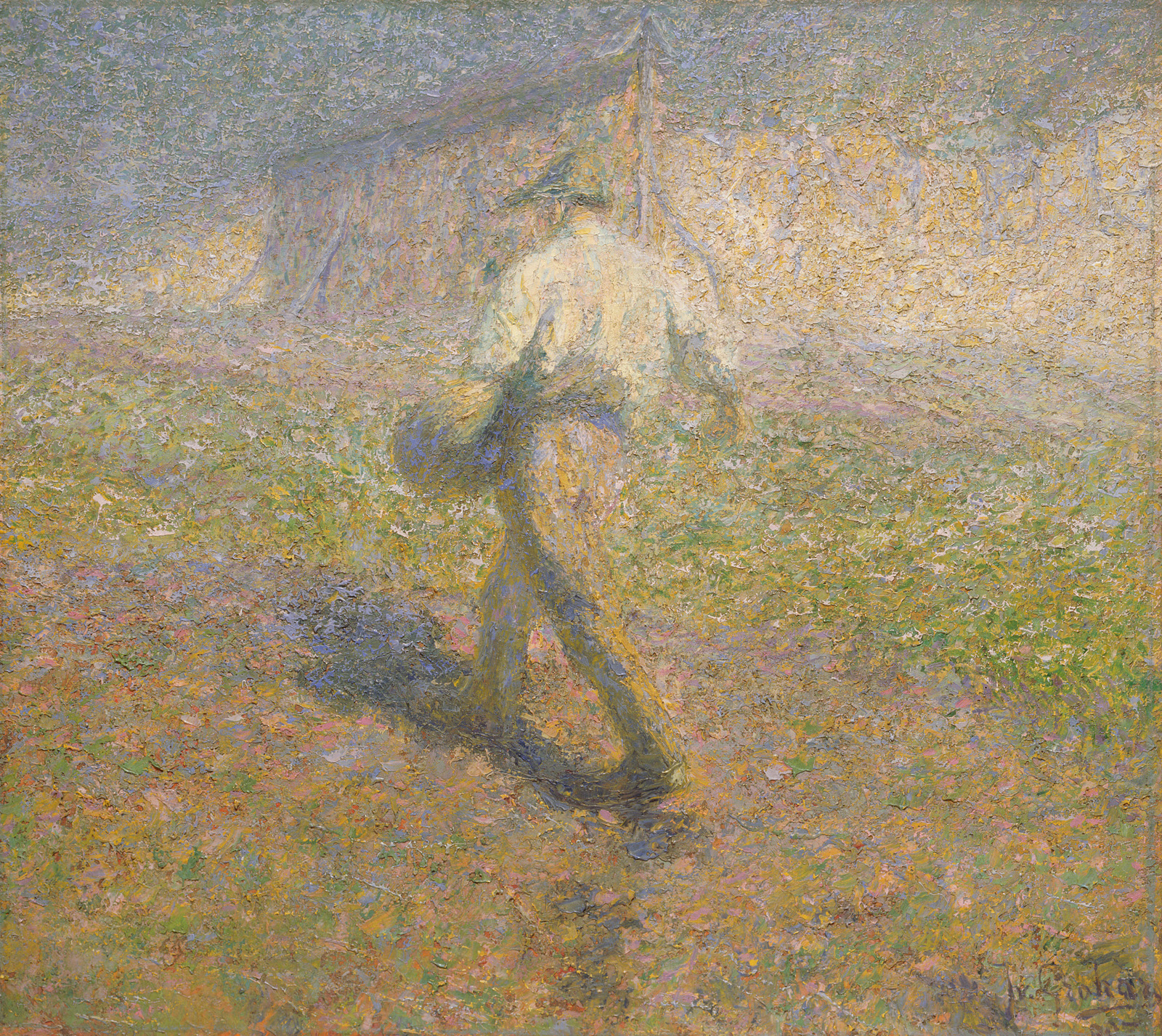
De Zaaier, 1907, National Gallery of Slovenia, Ljubljana. Het motief van dit schilderij werd gebruikt op de Sloveense euromunten van 5 cent

In 1904 organiseerden de Sloveense impressionisten Rihard Jakopič, Matej Sternen, Matija Jama en Ivan Grohar zelf, een gezamenlijke tentoonstelling in de Miethke galerie in Wenen. Ze noemden zichzelf de Sava-club. Het werd een groot succes en ze verkochten een aantal schilderijen. Grohar exposeerde later nog in de Wiener Secession en in Berlijn (1905), in Belgrado, Londen en Sofia (1906), Triëst (1907), Krakau en Warschau (1908) en Duino (1909), maar zijn financiële moeilijkheden bleven aanhouden. In 1904 verhuisde hij weer naar Sorica en vervolgens naar Škofja Loka, waar hij, op korte onderbrekingen na, bleef wonen tot aan zijn dood. Dankzij de tussenkomst van de politicus Janez Evangelist Krek en de schilder Rihard Jakopič, kreeg hij in 1911 van de gemeenteraad van Sorica een beurs van 2000 kronen om een studiereis naar Italië te bekostigen. Hij ging naar Ljubljana om reisbenodigdheden te kopen, maar werd er getroffen door een aanval van tuberculose. Hij was waarschijnlijk al een geruime tijd ziek maar had dat, tot dan toe, verborgen gehouden. Hij stierf aan de ziekte in de kliniek in Ljubljana.
Grohar liet een serie van kunstwerken en een berg schulden na. Rihard Jakopič regelde Grohars nalatenschap. Jakopič was juist de zesde kunstenaarstentoonstelling in zijn kunstenaarspaviljoen aan het voorbereiden toen Grohar overleed, en wijzigde de op hand zijnde expo in een tentoonstelling ter nagedachtenis van zijn vriend.
In 1926 werd een herdenkingstentoonstelling gehouden ter ere van Grohar. Hij had een grote invloed op latere kunstenaars en zijn beeld van De Zaaier (Sloveens: Sejalec) is een van de bekendste Sloveens afbeeldingen geworden, een symbool voor de culturele overgang van de Slovenen van een landelijke naar een stedelijke cultuur. De Sejalec was afgebeeld op het Sloveense 5 cent euro muntstuk (2007).
Grohar liet in totaal meer dan 260 werken na.

## Stijl
Grohar schilderde in het begin van zijn carrière vooral religieuze taferelen, maar ging later in een realistische stijl werken. Hij werd sterk beïnvloed door Giovanni Segantini. Vanaf de zomer van 1900 ging hij meer de richting van het symbolisme op, om kort daarna het impressionisme te omarmen.

## Galerij

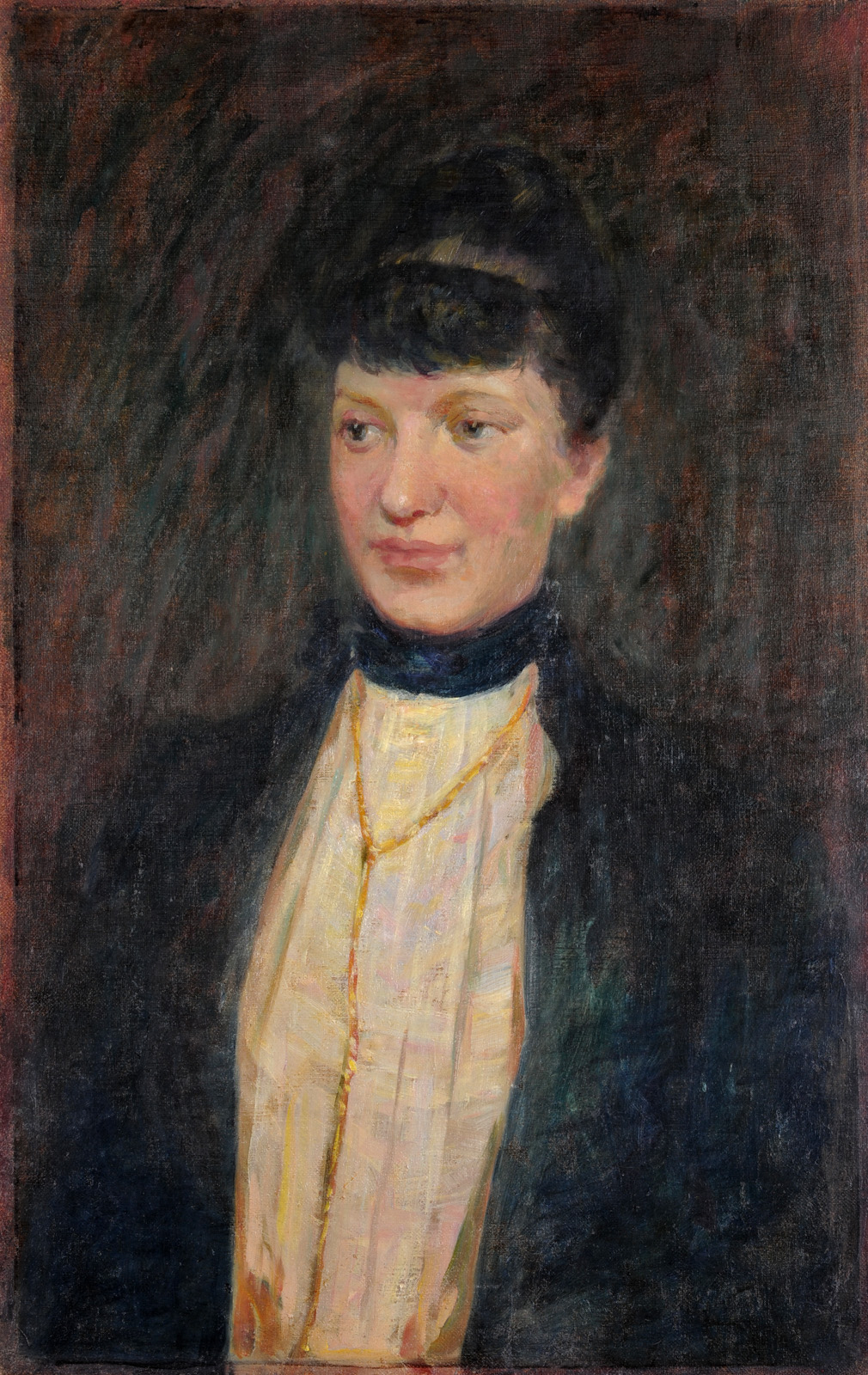
Portret van Rosanda Šumer, ca. 1902, National Gallery of Slovenia, Ljubljana
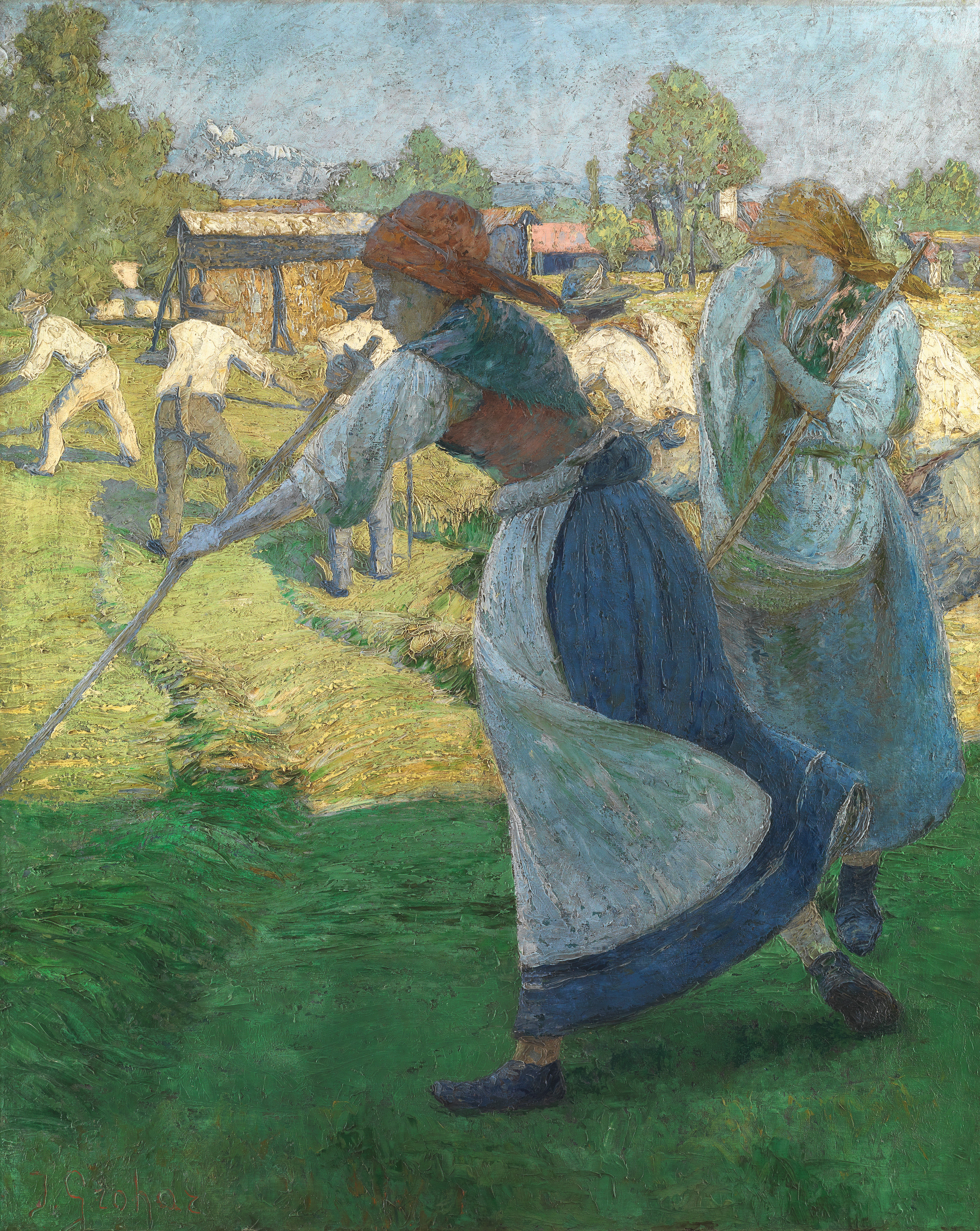
Maaister, 1902, National Gallery of Slovenia, Ljubljana
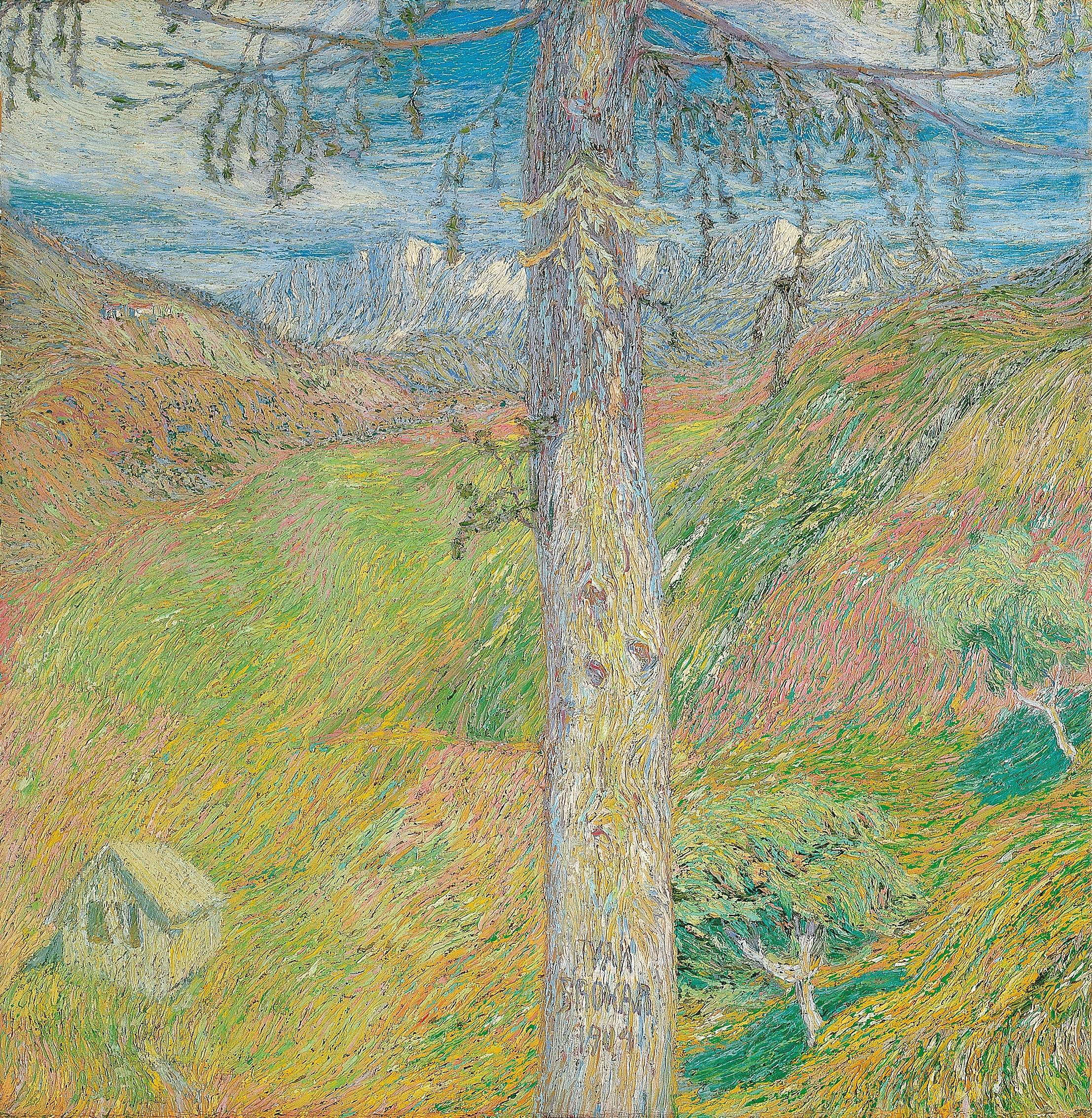
Lariks, 1904, National Gallery of Slovenia, Ljubljana
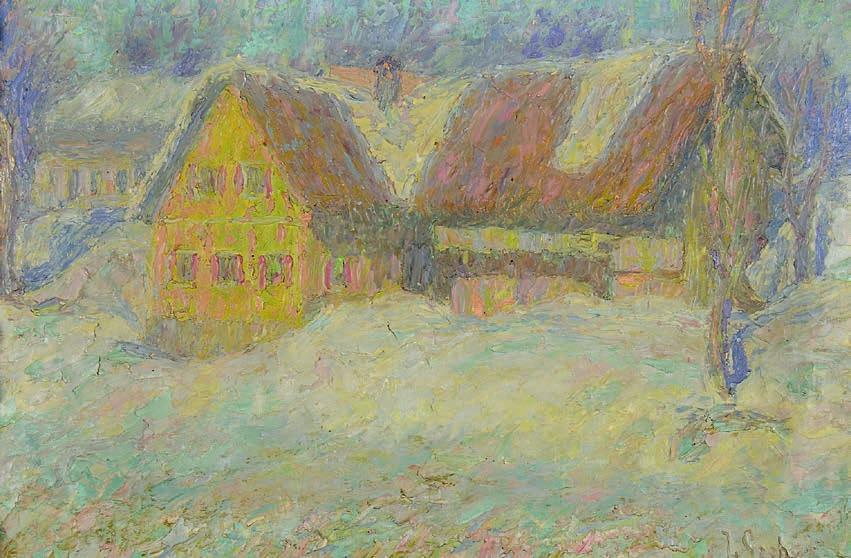
Huizen in de sneeuw, 1906
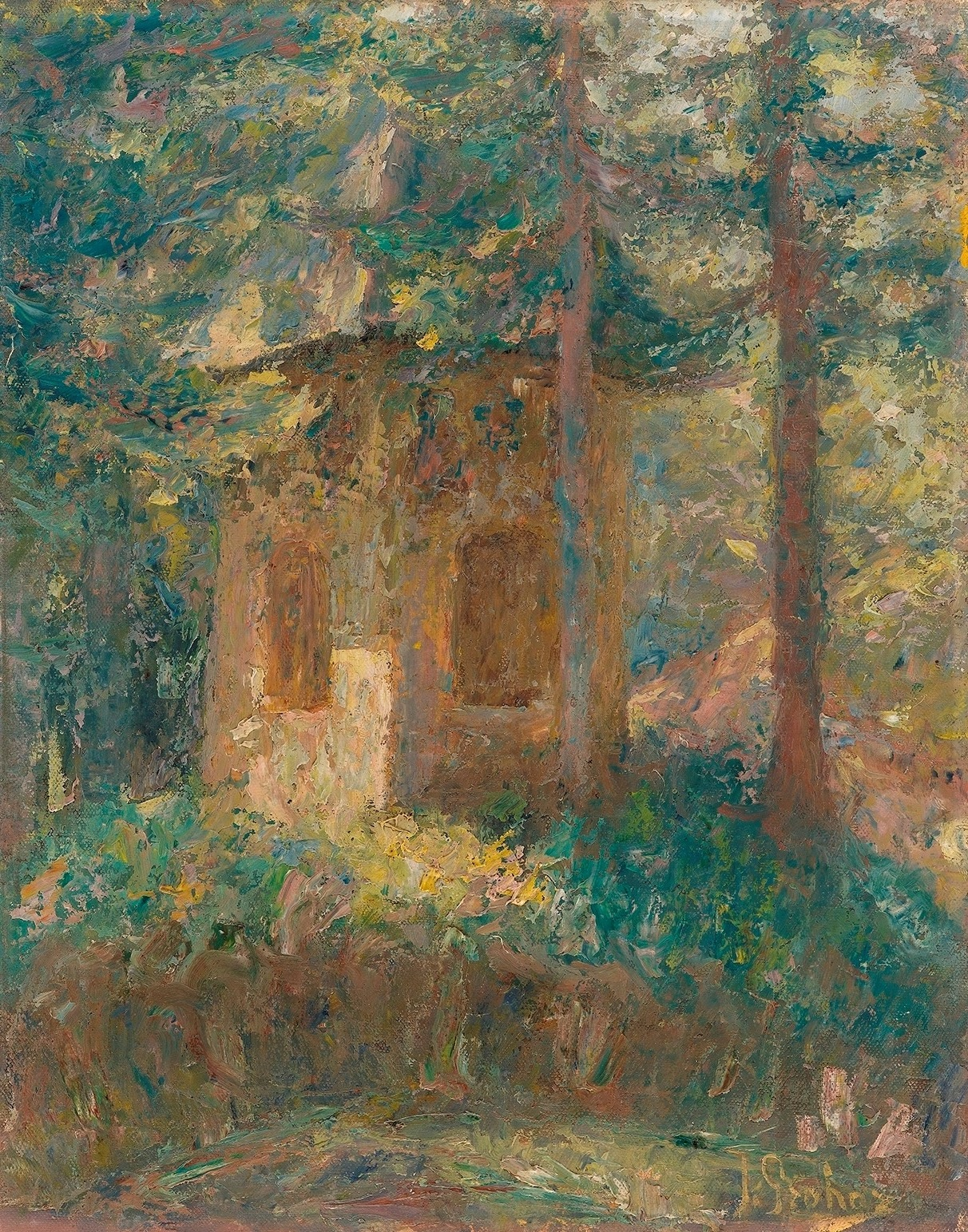
Kapelletje, 1907, Kunstmuseum Maribor
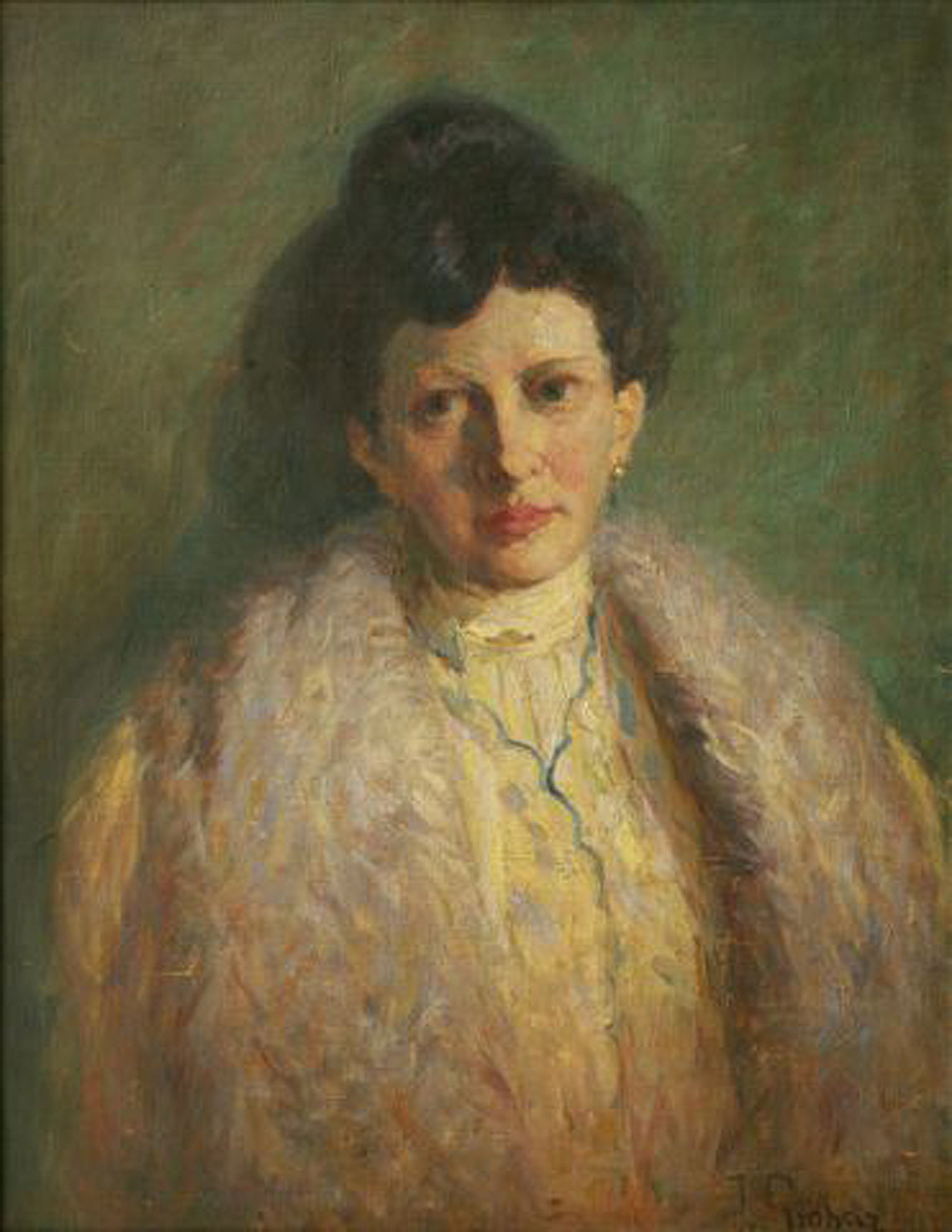
Portret van Mileva Zakrajšek, 1908

## Weblinks
- Ivan Grohar op de website van de National Gallery of Slovenia.
- Ivan Grohar, Larousse online.

- Bibliothèque nationale de France: cb14643307j (data)
- Gemeinsame Normdatei: 118966014
- International Standard Name Identifier: 0000 0000 6657 0488
- Library of Congress Control Number: nr89002550
- Nationale Bibliotheek van Tsjechië: jx20140516001
- Nationale en Universitaire bibliotheek Zagreb: 000090331
- Réseau des bibliothèques de Suisse occidentale: 02-A013508995
- RKD-Nederlands Instituut voor Kunstgeschiedenis: 34059
- Système universitaire de documentation: 230938582
- Union List of Artist Names: 500069514
- Virtual International Authority File: 22399125
- WorldCat: E39PBJtcM7xMkh89hJ8Dhf7JXd